# Samsung Galaxy (thể thao điện tử)
Samsung Galaxy (viết tắt: SSG) là một tổ chức thể thao điện tử thuộc sở hữu của Tập đoàn Samsung Electronics. Trong suốt khoảng thời gian tồn tại, Samsung Galaxy đã có đội thi đấu tại các tựa game Liên Minh Huyền Thoại, StarCraft và StarCraft II.
Vào ngày 30 tháng 11 năm 2017, KSV đã mua lại đội tuyển Liên Minh Huyền Thoại SSG. Sau đó tổ chức Samsung Galaxy cũng giải tán và không còn đầu tư vào trò chơi nào nữa.

## Lịch sử

### Liên Minh Huyền Thoại
Vào ngày 7 tháng 9 năm 2013, Samsung mua lại hai đội Liên Minh Huyền Thoại của tổ chức MVP, và toàn bộ đổi tên thành Samsung Galaxy (Blue và Ozone). Đến ngày 11 tháng 6 năm 2014, Samsung Ozone đổi tên thành Samsung White.
Năm 2014, tại Chung kết thế giới, Samsung White giành chức vô địch và Samsung Blue giành hạng 3. Sau giải đấu, Riot Games thay đổi luật yêu cầu các tổ chức esports chỉ được có một đội Liên Minh Huyền Thoại trong tất cả các giải quốc nội cao nhất. Samsung chia tay toàn bộ các tuyển thủ của 2 đội White và Blue, tạo ra đội mới với tên Samsung Galaxy.
Năm 2015, Samsung Galaxy không thành công khi không giành được danh hiệu LCK nào và không đoạt được vé tham dự Chung kết thế giới.
Năm 2016, Samsung Galaxy vẫn không giành được danh hiệu LCK nào, nhưng đội đã đánh bại KT Rolster trong trận tranh vé tham dự Chung kết thế giới. Đội thi đấu tới trận chung kết và chỉ chịu thua đồng hương SK Telecom T1 với tỉ số 2-3 sau 5 ván căng thẳng, dù bị dẫn trước 2-0.
Năm 2017 như một sự lặp lại của 2016: không danh hiệu LCK, lại đánh bại KT Rolster trong trận tranh vé và đến Chung kết thế giới. Ở vòng bảng, Samsung Galaxy đứng thứ hai sau Royal Never Give Up của chủ nhà Trung Quốc và lá thăm tứ kết đưa họ gặp đồng hương Longzhu Gaming được đánh giá rất mạnh, ứng cử viên cho chức vô địch. Bất ngờ xảy ra khi Samsung Galaxy đánh bại Longzhu Gaming 3-0, khi mà Longzhu Gaming đang là nhà vô địch LCK. Tại bán kết, họ chiến thắng Team WE của chủ nhà Trung Quốc 3-1 và tái ngộ SK Telecom T1 trong trận chung kết thứ hai liên tiếp. Khác hẳn với năm ngoái, trận chung kết là sự áp đảo của Samsung Galaxy khi họ đè bẹp SK Telecom T1 với tỉ số 3-0 và giành chức vô địch.
Tháng 11 năm 2017, đội được nhượng lại cho KSV eSports sau khi Samsung ngừng đầu tư cho thể thao điện tử. KSV sau đó đổi tên thành Gen.G Esports.

## Thành tích
| Liên Minh Huyền Thoại (3) | StarCraft (1)                             |
| --- | ----------------------------------------- |
| - LCK - Vô địch Mùa xuân năm 2014 (dưới tên Samsung Blue) - Vô địch thế giới - Vô địch năm 2014 (dưới tên Samsung White) - Vô địch năm 2017 | - Pro League Champions - Vô địch năm 2008 |

## Biểu tượng

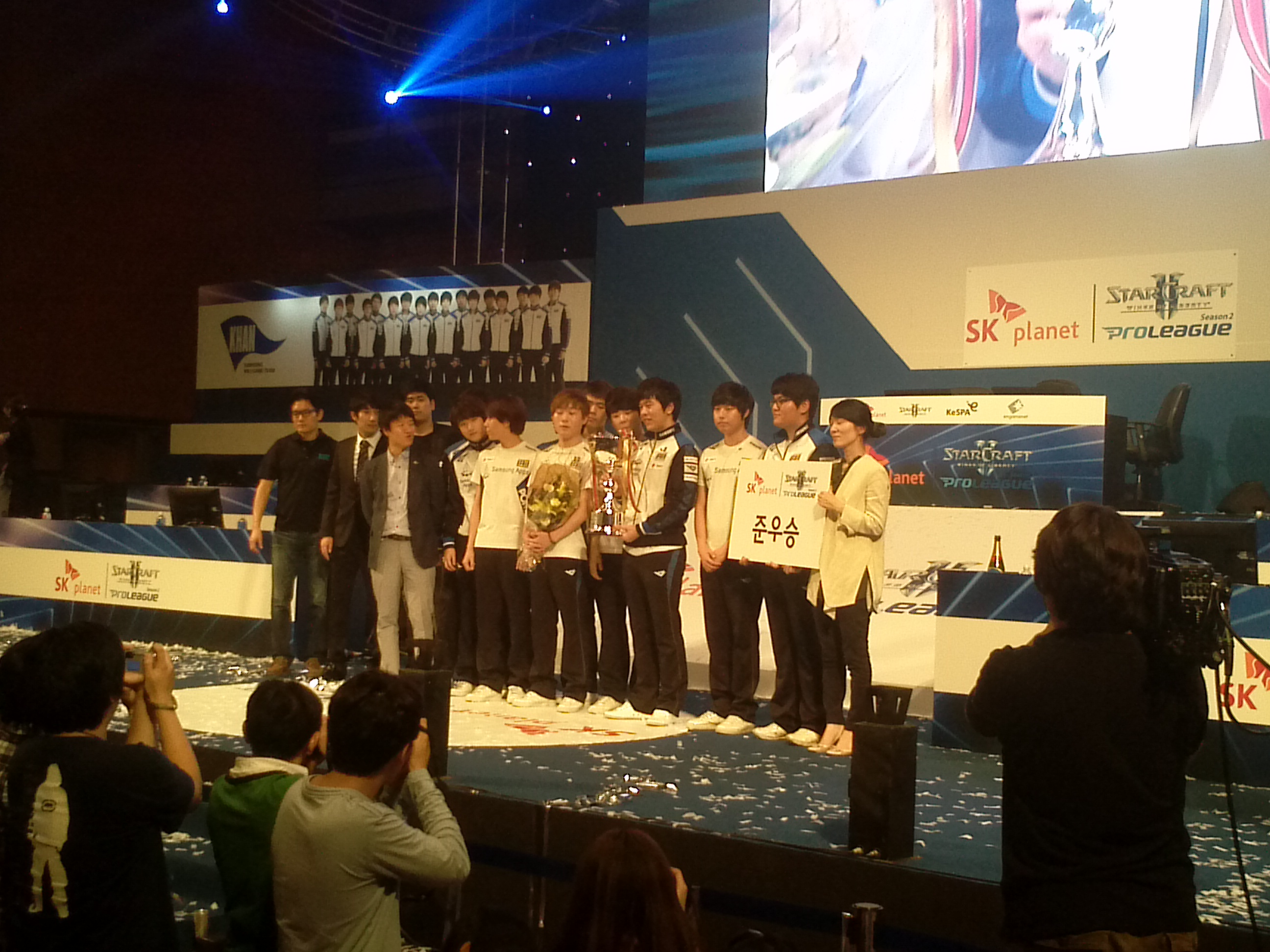
Các thành viên của Samsung Khan.

2000–2013 Samsung Khan
2013–2017 Samsung Galaxy